# Ухмылов, Михаил Иванович
Михаил Иванович Ухмылов (12 (25) октября 1912 — 29 апреля 1959, Москва) — советский хоккеист и футболист. В хоккее играл на позиции вратаря, в футболе — нападающего.

## Биография
В предвоенные годы выступал в футболе в клубных командах московского «Динамо». В 1937 году сыграл два матча и забил два гола в Кубке СССР в составе «Динамо-2».
Участник Великой Отечественной войны, сержант, командир отделения 2-й дивизии аэростатов заграждения. Награждён медалью «За оборону Москвы» (1944).
Участник первого чемпионата СССР по хоккею с шайбой (1946/47), стоял в воротах в первом официальном матче московского «Динамо» 22 декабря 1946 года в Архангельске против «Водника» (5:1). Всего в высшей лиге сыграл 2 матча. Чемпион СССР сезона 1946/47.
После окончания игровой карьеры работал детским тренером.
Скончался в Москве 29 апреля 1959 года на 47-м году жизни. Похоронен на Ваганьковском кладбище.

## Личная жизнь
Сыновья Юрий (1937—2012) и Владимир (1945—2002) также были хоккеистами и выступали на позиции вратарей.